# Manuel de la C. García Paz
Manuel de la C. garcia Paz (Placetas, Cuba, 1960). Poeta, intérprete y guía de turismo cubano. 

## Biografía
Manuel de la C. garcia Paz, nacido en 1960, reside en Morón, Cuba. Desde su más temprana juventud cultiva la espinela, es decir una estructura poética española usual en Cuba, llamada también décima campesina.
Estudió por espacio de cinco años mecánica industrial, además de lengua y literatura alemanas, en la Universidad de Leipzig. Luego trabajó varios años como traductor e intérprete de sus cuatro idiomas y como profesor de alemán. El ruso y el italiano también los habla con fluidez. Ha realizado numerosos viajes amistosos y de estudio a Alemania, donde en el año 2000 rindió satisfactoriamente los exámenes para el Gran Diploma de la Lengua Alemana, que auspicia el Instituto Goethe.
Ha participado en varios coloquios de germanistas y profesores de alemán organizados por la Cátedra Humboldt, La Universidad de La Habana y la Embajada de la RFA. Hoy labora de guía de turismo en Cuba. 

## Obras
- Goethe - En dos tiempos - In zwei Zeiten, 2007